# Apeadeiro de Circunvalação
O Apeadeiro de Circunvalação foi uma gare das Linhas da Póvoa e Guimarães, situada junto à Estrada da Circunvalação, no Distrito do Porto, em Portugal. Após a substituição da Linha da Póvoa pelo sistema do Metro do Porto, a interface que ficou no lugar do Apeadeiro de Circunvalação foi a Estação Viso.

## História

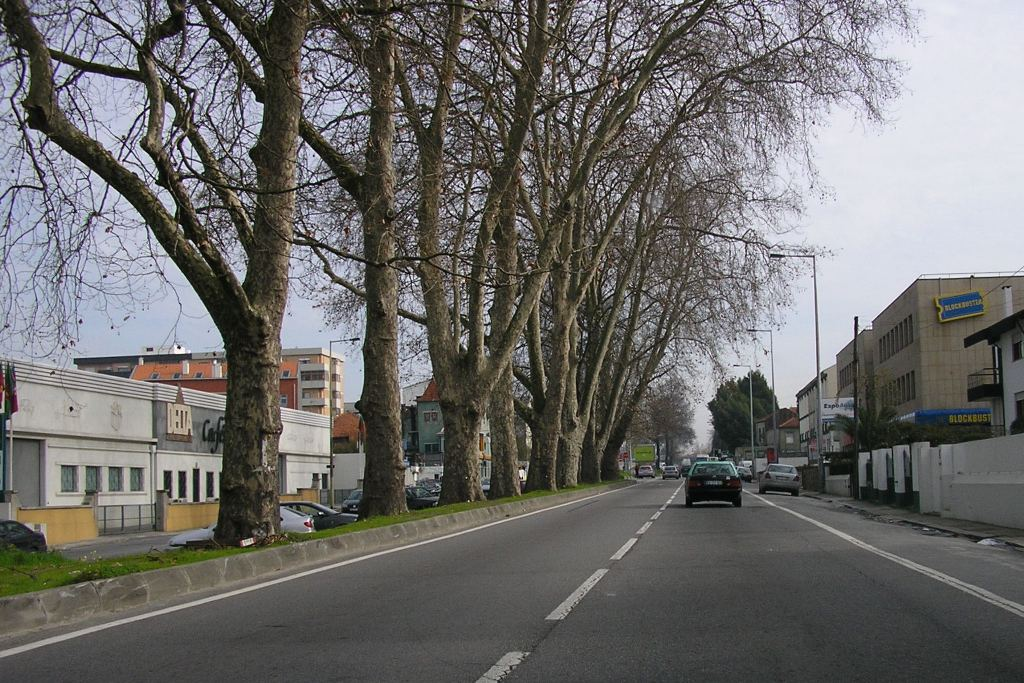
Estrada da Circunvalação.

Esta interface situava-se no troço da Linha da Póvoa entre Porto-Boavista e a Póvoa de Varzim, que entrou ao serviço em 1 de Outubro de 1875, pela Companhia do Caminho de Ferro do Porto à Póvoa.
Em 28 de Abril de 2001, foi encerrado o lanço da Linha da Póvoa entre a Trindade e a Senhora da Hora, para se iniciarem as obras de instalação do Metro do Porto no antigo canal da linha.